# Parco nazionale di Białowieża
Il parco nazionale di Białowieża è il più antico parco nazionale della Polonia, famoso per essere il luogo in cui il bisonte europeo, il più grande mammifero terrestre europeo, nonché simbolo del parco, è stato reintrodotto con successo allo stato brado.

## Territorio
Il parco protegge una piccola porzione centrale della molto più vasta foresta di Białowieża, un'antica foresta vergine di circa 1.200 km², situata lungo il confine tra la Bielorussia e la Polonia, 70 km a nord di Brėst, che rappresenta tutto ciò che resta della puszcza, l'immensa foresta che migliaia di anni fa si estendeva su tutta l'Europa.
Istituito come riserva forestale nel 1921, venne trasformata in parco nazionale nel 1932. Oggi il parco occupa una superficie di 105 km², 47 dei quali sono considerati "area severamente protetta", costituendo così 1/6 della parte polacca della foresta.
Come la foresta in cui giace, il parco appartiene alla riserva della biosfera dal 1980 e ai patrimoni dell'umanità dell'UNESCO dal 1992, ed è caratteristico per la sua diversità biologica. 
Il terreno è prevalentemente pianeggiante, a tratti acquitrinoso, e coperto da un manto forestale di querce, carpini, abeti rossi e pini, con alberi secolari dalle dimensioni spettacolari, inoltre vi si trovano specie di 800 piante vascolari, oltre 3 000 di funghi e crittogami, quasi 200 di muschi e 283 di licheni, oltre 8 000 di invertebrati, circa 200 di uccelli e 72 specie di mammiferi.
L'area del parco è interessante anche per gli aspetti storici e culturali, come il parco del Palazzo, noto per il suo stile paesaggistico, e un obelisco di pietra arenaria che commemora una battuta di caccia al bisonte guidata dal re Augusto III di Sassonia nel 1752.

## Fauna
Oltre al bisonte, tra le altre 51 specie di mammiferi del parco ci sono il cervo nobile, il capriolo, il cinghiale, l'alce, l'orso bruno, il lupo, la lince europea, il gatto selvatico, la volpe rossa, il coniglio selvatico, la lepre europea, il castoro europeo, lo scoiattolo rosso, il riccio europeo, la talpa europea, la martora, la faina, la donnola, l'ermellino, il tasso europeo, la puzzola, il visone europeo, la lontra comune e varie specie di toporagno, di roditori e di pipistrelli. 
Un tempo esistevano anche il tarpan (una specie di cavallo selvatico, progenitore del cavallo domestico) e l'uro (una specie di grosso bovino selvatico, progenitore dei bovini domestici), oggi estinti.